# حمدان الحمدان
حمدان الحمدان (انگلیسی: Hamdan Al-Hamdan؛ زاده ۲ دسامبر ۱۹۸۴) یک بازیکن فوتبال اهل عربستان سعودی است.